# Eois crocina
Eois crocina är en fjärilsart som beskrevs av William Schaus 1912. Eois crocina ingår i släktet Eois och familjen mätare. Inga underarter finns listade i Catalogue of Life.